# Перелоги

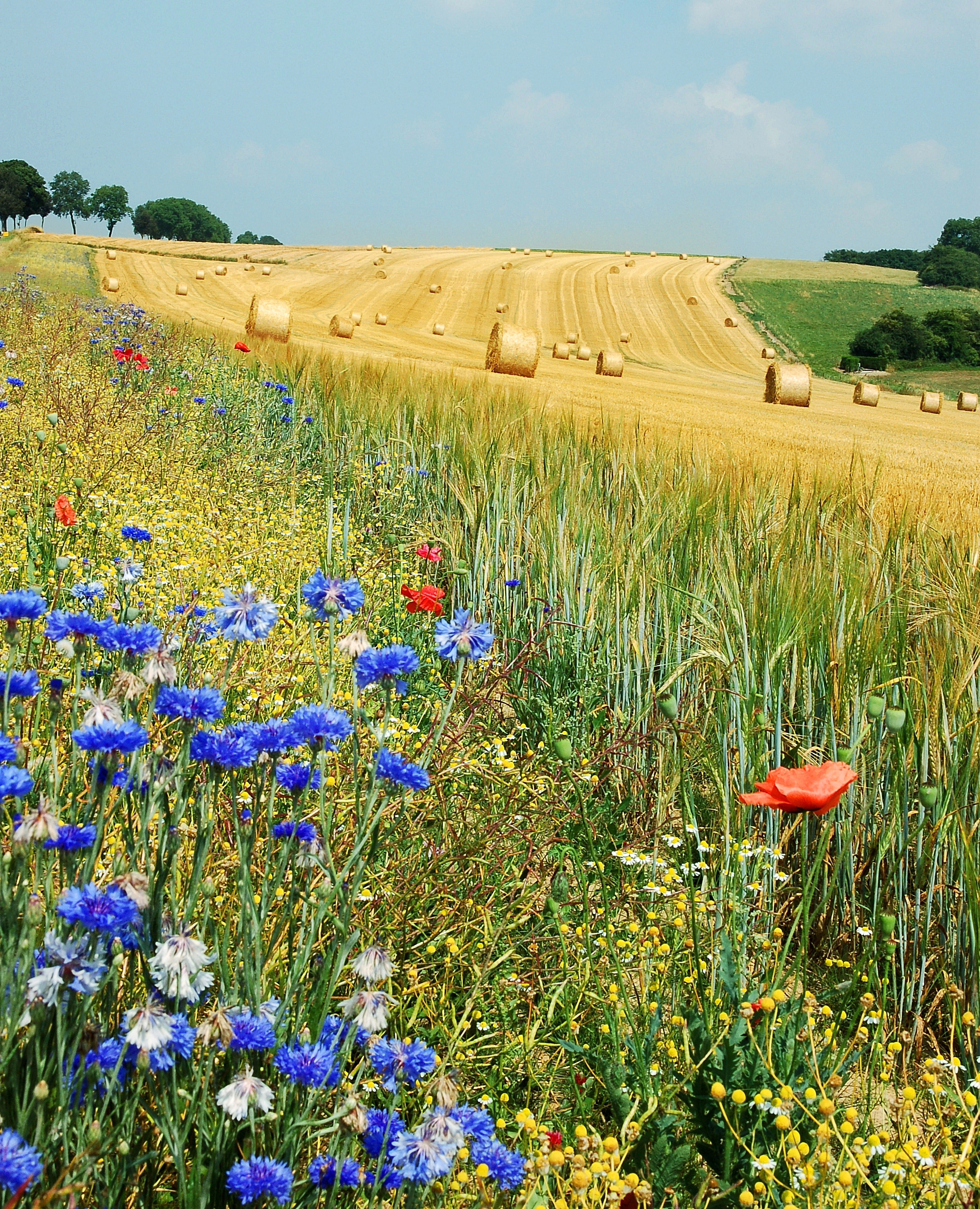
Цвітіння волошок та маків на необроблених краях пшеничного поля

Перело́ги (однина перелі́г), розм. обло́ги — тип угідь (в сільському господарстві) або група біотопів (в екології), які являють собою землі, що були в сільськогосподарському вжитку, під ріллею, проте покинуті. Звичайно зарослі різноманітними дикорослими рослинами, являють собою рудеральні ценози, нерідко з чагарничками в лісостепу, злаково-різнотравними асоціаціями у степу. Перелоги є одним з останніх прихистків дикої флори і фауни, зокрема лучно-степового типу угруповань.
На відміну від парових, перелогові (переліжні, обліжні, облогові) землі залишаються необроблюваними на більший проміжок часу — до десятків років. Освоєння перелогів полягає в їх глибокому розорюванні плугами з передплужниками з наступним обробітком дисковими знаряддями.